# Bracon carpaticus
Bracon carpaticus är en stekelart som beskrevs av Niezabitowski 1910. Bracon carpaticus ingår i släktet Bracon och familjen bracksteklar. Inga underarter finns listade.